# 圓口鯔屬
圆口鲻属（学名：Agonostomus），為輻鰭魚綱鯔形目鯔科的其中一属。

## 下属物种
本属包括以下物种：
- 卡氏圓口鯔 Agonostomus catalai Pellegrin, 1932
- Agonostomus dorsalis Streets, 1877
- 長體圓口鯔 Agonostomus monticola ：又稱大棘圓口鯔。
- 特氏圓口鯔 Agonostomus telfairii Bennett, 1832

## 擴展閱讀
維基物種上的相關：圆口鲻属